# Odontoschisma engelii
Odontoschisma engelii là một loài rêu trong họ Cephaloziaceae. Loài này được Gradst. & Burghardt mô tả khoa học đầu tiên năm 2008.